# Oxyopes dingo
Oxyopes dingo là một loài nhện trong họ Oxyopidae.
Loài này thuộc chi Oxyopes. Oxyopes dingo được Embrik Strand miêu tả năm 1913.